# Santa Fe del Penedès
Santa Fe del Penedès település Spanyolországban, Barcelona tartományban. Lakosainak száma 360 fő (2024).

## Földrajza
Santa Fe del Penedès El Pla del Penedès, Subirats, Avinyonet del Penedès, La Granada és Font-rubí községekkel határos.

## Népesség
A település lakosságának változását az alábbi diagram mutatja:
| Lakosok száma | 66   | 275  | 283  | 232  | 192  | 336  | 389  | 379  | 374  | 360  |
|               | 1717 | 1887 | 1936 | 1960 | 1986 | 2004 | 2009 | 2014 | 2019 | 2024 |